# Changsha
Changsha sau Chang-sha este capitala provinciei Hunan, China.

## Istorie
Orașul Changsha, situat în partea central-sudică a Chinei, a fost un oraș important începând cu perioada dinastiei Qin (221 î.Hr. - 207 î.Hr.). Între 750 - 1100, Changsha era un important centru comercial, iar populația a crescut foarte mult. Sub dinastia Qing, începănd cu 1664 a fost capitala provinciei Hunan, devenind o importantă piață de orez. Orașul asediat în timpul rebeliunii din Taiping nu a cedat.
Changsha  a fostul locul în care Mao Zedong s-a convertit la comunism și scena unor bătălii importante în timpul războiului sino-japonez, fiind ocupat pentru scurtă vreme de japonezi. Reconstruit începând cu anul 1949, orașul este acum un important port și centru comercial.

##### Mao Zedong la Changsha
Changsha, capitala periferică a Hunanului, scoate la lumină un amestec de locuri ale lui Mao. Tânărul Mao a frecventat  Școala de pregătire  a profesorilor N.1 din Hunan, în sudul orașului. Fostul Birou al Comitetului Partidului Comunist din Hunan, aflat pe Bayi Li, conține amintiri despre viața președintelui și exemple de caligrafie. Fără a fi conectat direct cu Mao, dar privit  ca o componentă a mitului său, soldatul comunist erou Lei Feng este sărbătorit pentru dăruirea sa față de cauza revoluționară și aplaudat la Muzeul memorial Lei Feng în afara Changshaului

## Geografie

### Climă
Clima este musonică cu zone subtropicale. Temperaturile medii anuale din Changsha sunt de +4,7 °C pentru anotimpul rece și  +29,4 °C pentru anotimpul cald, cu media anualăle de +17,3 °C.

## Subdiviziuni administrative
Prefectura Changsha administrează 9 subdiviziuni - 5 districte, un oraș-district și trei  xian :
|              |          |  |                            |                            |
| Changsha     | Changsha |  | Changsha Suburban și Rural | Changsha Suburban și Rural |
| ■ Furong-qu  | 芙蓉区   |  | ■ Liuyang-shi              | 浏阳市                     |
| ■ Tianxin-qu | 天心区   |  | ■ Changsha-xian            | 长沙县                     |
| ■ Yuelu-qu   | 岳麓区   |  | ■ Wangcheng-xian           | 望城县                     |
| ■ Kaifu-qu   | 开福区   |  | ■ Ningxiang-xian           | 宁乡县                     |
| ■ Yuhua-qu   | 雨花区   |  |                            |                            |

## Economie
În 2004, PIB-ul total a fost de 113,4 milliard de yuani și PIB-ul pe locuitor  de 18 036 yuani.
.
Changsha are un aeroport (Datuopu sau Changsha Huanghua International Airport, cod AITA : CSX).

#### Instituții superioare de învățămînt
- Universitatea normală Hunan

## Orașe înfrățite
- Arezzo, Italia
- Augsburg, Germania
- Fribourg, Elveția
- Kagoshima, Japonia
- Latenapula, Sri Lanka
- Mons, Belgia
- Puluolua, Noua Zeelandă
- Saint Paul, Minnesota, SUA

## Galerie de imagini
|                               |                      |                |                      |
| Changsha Tianxin Pavilionul 1 | Tianxin Pavilionul 2 | Templul Lushan | Tianxin Pavilionul 3 |